# Rashid al-Din Hamadani
Rashīd al-Dīn Faḍl Allāh al-Hamadānī (in persiano رشيد الدين فضل الله الهمذاني‎; Hamadan, 1247 – Tabriz, 1318) è stato uno storico, funzionario, medico persiano di cultura ebraica.
Convertitosi all'Islam, Rashīd al-Dīn Hamadānī divenne vizir di Ghazan Khan. A lui l'Īlkhān commissionò un'opera storica destinata a tramandarne la memoria ai posteri: il Jāmiʿ al-tawārīkh (L'insieme delle storie), considerato il più importante lavoro di un singolo autore della storia del periodo Ilkhanide e dell'Impero mongolo. Conservò la funzione di vizir fino al 1316, data dopo la quale fu accusato di aver tentato di avvelenare l'Īlkhān Oljeitu, finendo con l'essere giustiziato nel 1318.

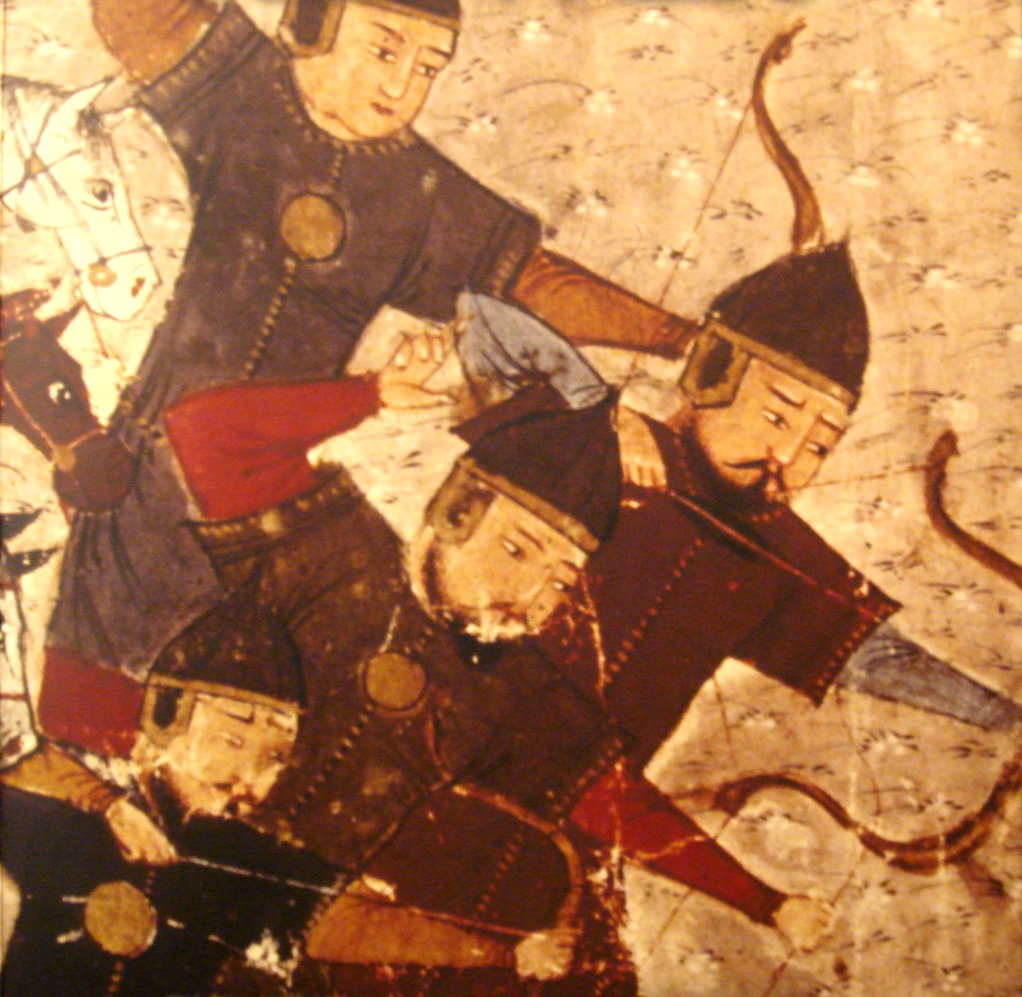
Guerrieri mongoli nel Jāmiʿ al-tawārīkh di Rashīd al-Dīn (1305–1306)

## Biografia
Rashīd al-Dīn al-Hamadānī nacque in una famiglia ebraica persiana ad Hamadan (oggi Provincia di Hamadan). Suo nonno era stato cortigiano del fondatore dell'Ilkhanato, Hulagu Khan, mentre il padre era stato un farmacista nella stessa corte. Studiò da medico, tanto da essere ricordato anche come Rashīd al-Dīn Ṭabīb (in persiano رشید الدین طبیب‎), entrando poi al servizio della corte ilkhanide in tale veste all'epoca di Abaqa.
Si convertì all'Islam a circa 30 anni.
Divenne Gran Visir ilkhanide nella corte di Soltaniyeh, presso Qazvin, mantenendo la funzione di medico con Ghazan e Oljeitu, prima di cadere in disgrazia per gli intrighi della corte all'epoca di Abū Saʿīd, i cui ministri lo fecero passare per le armi all'età di settanta anni. Suo figlio Ghiyāth al-Dīn servì come visir per breve tempo dopo di lui.

### Jāmiʿ al-tawārīkh
Il Jāmiʿ al-tawārīkh (L'insieme delle storie) gli fu commissionato da Ghazan Khan, e doveva dapprima essere una storia dei Mongoli e delle loro dinastie, ma gradualmente si ampliò fino a includere l'intera storia dal tempo di Adamo all'età di Rashīd al-Dīn.
Rashīd al-Dīn fu assistito da Bolad, un nobile mongolo che era l'emissario del Gran Khan presso la corte ilkhanide. Bolad lo aiutò fornendogli informazioni sul passato dei Mongoli, in special modo sul clan Borjigin.
Il Jāmiʿ al-tawārīkh fu completato tra il 1307 e il 1316, durante il regno di Muhammad Khodabandeh (Oljeitu).

### Lavoro calligrafico: Rabʿ-e Rashīdī
Il lavoro fu eseguito nel raffinato scriptorium del Rabʿ-e Rashīdī a Tabriz, dove una proficua squadra di calligrafi e di illustratori fu impiegata per produrre libri riccamente illustrati. Questi libri potevano anche essere copiati, mentre si provvedeva con cura a conservarli, usando un processo di stampa importato dalla Cina.

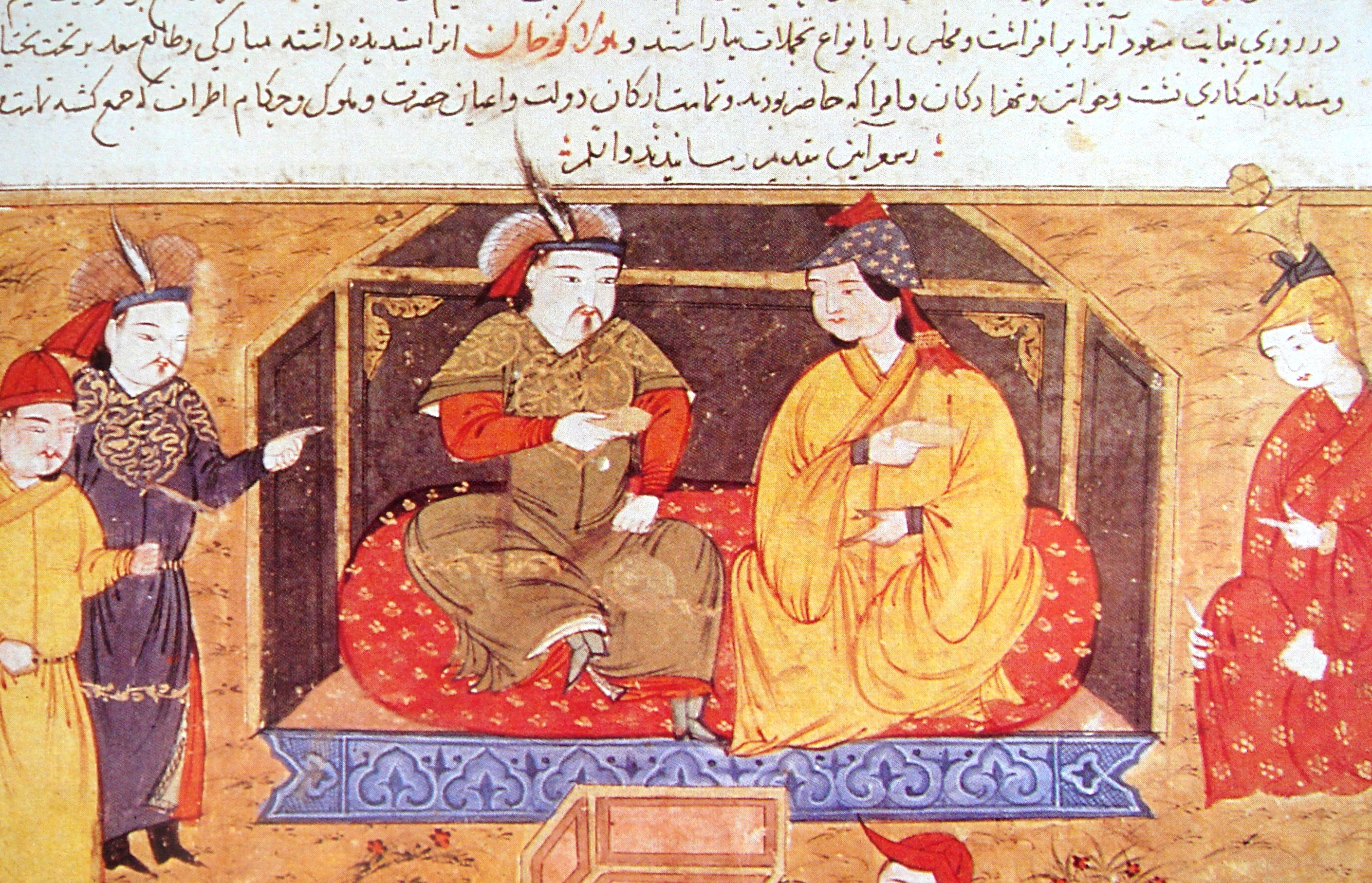
Hulagu con la propria moglie cristiana, Dokuz Khatun. Hulagu conquistò la Siria musulmana, in collaborazione con le forze cristiane del Regno armeno di Cilicia, del Regno di Georgia e di Antiochia (dall'opera di Rashīd al-Dīn).

L'opera, al momento del suo completamento, verso il 1307, era di dimensioni monumentali. Numerose sezioni non sono sopravvissute o non sono state ancora scoperte. Parti del Jāmiʿ al-tawārīkh sopravvivono in alcuni eccellenti manoscritti miniati che si crede siano stati realizzati durante la vita stessa dell'Autore e forse sotto la sua diretta supervisione nel Rabʿ-e Rashīdī.

### Significato storiografico
I volumi II e III del Jāmiʿ al-tawārīkh sono giunti fino a noi e rivestono una grande importanza per lo studio dell'IlKhanato. Il volume II è un resoconto dei successori di Gengis Khan mentre il volume III descrive la dinastia ilkhanide. Nella sua descrizione del regno di Möngke (1251–1259), Juwayni costituì la principale fonte d'informazioni per Rashīd al-Dīn; tuttavia quest'ultimo utilizzò anche numerose fonti estremo-orientali e altre ora perdute. Il Jāmiʿ al-tawārīkh è forse la fonte persiana singola più completa della storia del periodo mongolo in Iran.
Per il periodo di Gengis Khan, le sue fonti d'informazione comprendono il perduto Altan Debter (Libro d'Oro), e gli studiosi, nel compararlo col materiale cinese giuntoci, trovano che egli abbia fatto un ottimo uso di esse. La sua trattazione del periodo ilkhanide egli sembra essere di parte, essendo stato Rashīd al-Dīn un suo alto funzionario, anche se il suo lavoro rimane pur sempre la fonte scritta più preziosa per quella dinastia. Il più importante lascito storiografico del Jāmiʿ al-tawārīkh fu forse la capacità di documentare l'ibridazione culturale e il forte dinamismo che assicurò la grandezza della Persia islamica e quella dell'Impero ottomano, molti aspetti dei quali furono trasmessi all'Europa cristiana e che influenzarono il Rinascimento. Questo fu il prodotto migliore dell'espansione geografica dell'Impero mongolo, ampiamente riflesso nel suo lavoro da Rashīd al-Dīn. Il testo descrive i differenti popoli con cui i Mongoli entrarono in contatto ed è uno dei primi tentativi di trascendere una prospettiva singola e di trattare la storia su una base universale. Il Jāmiʿ al-tawārīkh fu quindi un tentativo ben riuscito di delineare la storia del mondo islamico sin una prospettiva mondiale, malgrado varie parti dell'opera siano purtroppo andate perdute.

## Opere
- H. M. (Henry Miers), Sir Elliot, John Dowson, 10. Jámi'u-t Tawáríkh, of Rashid-al-Din, in The History of India, as Told by Its Own Historians. The Muhammadan Period (Vol 3.), Londra, Trübner & Co..